# Dongfeng 2
Dongfeng 2 (DF-2) – pierwszy chiński pocisk balistyczny średniego zasięgu. Pocisk uzyskał na zachodzie oznaczenie CSS 1 (od China Surface-to-Surface – chiński pocisk ziemia-ziemia). 27 grudnia 1966 roku pocisk Dongfeng 2A został wykorzystany do chińskiej jądrowej próby balistycznej – rakieta przeniosła głowicę jądrową o mocy 12 kT na dystans 800 km. Pierwsze pociski uzyskały status operacyjnych na przełomie 1969-1970 r. Ocenia się, że w połowie lat 70. XX wieku w aktywnej służbie pozostawało ok. 50 pocisków DF-2. Pocisk pozostawał w aktywnej służbie do połowy lat 80. XX wieku.